# Katherine Downie
Katherine Rose Downie (Aberdeen, Reino Unido, 12 de enero de 1996) es una paralímpica australiana. Kat representó a Australia por primera vez en 2011. Kat representó a Australia en los Juegos Paralímpicos de Londres 2012 en natación adaptada y fue miembro de los equipos de relevos de 34 puntos 4 × 100 m libre y 4 × 100 m medley de la medalla de oro femenina. Kat se ubicó en cuarto lugar en ambos eventos de su mascota los 100 m de espalda y 200IM.
Katherine vive con parálisis cerebral hemipléjica derecha leve y es una nadadora australiana clasificada S10.

## Vida personal
Downie nació el 12 de enero de 1996 en Aberdeen, Escocia. Tiene parálisis cerebral espástica de hemiplejía derecha, una condición que ha tenido desde su nacimiento. A partir de 2012, Katherine es estudiante de arquitectura en la Universidad de Curtin.

## Natación
Downie es una nadadora adaptada clasificada S10. Es miembro del Club de Natación de la Ciudad de Perth, y está entrenada por Matt Magee. Ha establecido tres récords mundiales, todos en el Campeonato Nacional Abierto de Australia de Pista Corta 2011. Los récords fueron para los eventos de 100 m (metros) estilo libre, 50 m mariposa y 50 m espalda.
Downie aprendió a nadar cuando era bebé en Aberdeen, Escocia. Se convirtió en una nadadora competitiva en 2007 cuando tenía diez años. Representó a Australia por primera vez en una competición internacional en 2011. Compitió en los Juegos de Arafura de 2011. Participó en los Campeonatos de Natación de Australia 2012 / Pruebas Olímpicas de Londres en Australia cuando tenía dieciséis años. Terminó segunda en la prueba individual de 200 m con un tiempo de 2.34.21. Tuvo un mejor tiempo personal de 1.02.88 en los 100 m estilo libre, mejor tiempo personal de 29.03 en los 50 m estilo libre, y mejor tiempo personal de 32.04 en los 50 m mariposa. En la prueba femenina de 50 m espalda, terminó segunda con un tiempo de 33.62. Fue seleccionada para representar a Australia en los Juegos Paralímpicos de Londres 2012. Asistió a una ceremonia de despedida paralímpica en el Centro Estatal de Baloncesto de Perth a finales de julio. Compitió en nueve eventos y ganó dos medallas de oro como miembro de los equipos femeninos de 4 × 100 m estilo libre y 4 × 100 m de relevos (34 puntos).
Compitiendo en los Campeonatos Mundiales de Natación del IPC en 2013 en Montreal, Quebec, Canadá, ganó una medalla de plata en los 200 m de Medley Individual SM10 y una medalla de bronce en los 100 m de espalda S10.
Se le concedió la Medalla de la Orden de Australia en los Honores del Día de Australia de 2014 «por su servicio al deporte como medallista de oro en los Juegos Paralímpicos de Londres 2012».[4] En 2013 y 2014, se le concedió la Estrella Deportiva Juvenil del Año de WA Wheelchair Sports. En 2013 y 2014, se le concedió la Estrella Deportiva Juvenil del Año de WA Wheelchair Sports.